# Kiradech Aphibarnrat
Kiradech Aphibarnrat, né Anujit Hirunratanakorn le 23 juillet 1989 à Bangkok, est un golfeur thaïlandais. Devenu professionnel en 2008, il remporte l'année suivante la première de ses onze victoires professionnelles. Après avoir remporté l'Asian Tour en 2013, il est athlète olympique à Rio puis devient en 2013 le premier joueur thaïlandais à devenir membre du PGA Tour.

## Carrière
Anujit Hirunratanakorn vit une jeunesse aisée. Son père Panupong possède une usine de glaces. Enfant, il se lance dans le golf et est entraîné par Chuchapasit Chokthanasart. Financé par les revenus de l'usine de son père, il joue dans les tournois amateurs à travers l'Asie. Il va jusqu'à remporter les championnats du monde junior dans la catégorie des 13-14 ans en 2003 et 2004. À 15 ans, l'entreprise de son père fait faillite, en partie à cause de l'abandon de la production pour suivre la carrière du jeune golfeur. En pleine crise, le jeune thaïlandais passe une semaine dans un temple bouddhiste. L'adolescent qui est entré sous le nom d'Anujit Hirunratanakorn en ressort avec le nom de Kiradech Aphibarnrat. Sponsorisé par la marque de bière thaïlandaise Singha, il devient professionnel en 2008 à l'âge de 18 ans.
En 2013, Kiradech Aphibarnrat remporte son premier tournoi sur le Tour européen PGA, l'Open de Malaisie (en). Alors qu'il mène le tournoi d'un coup au départ du trou no 16 du dernier tour, un orage s'abat sur le parcours et entraîne une interruption de deux heures. Le Thaïlandais conclut son tournoi après la pause et s'impose dans un tournoi réduit à 54 trous du fait des intempéries.
Athlète olympique lors du tournoi de Rio en 2016, il obtient la cinquième place après avoir rendu une dernière carte de 67 lui permettent de terminer huit coups sous le par. Collectionneur de montres de luxe, le golfeur thaïlandais est obsédé par les Yeezys, sneakers créé par Kanye West pour la marque Adidas. Lors des Jeux de Rio, le golfeur se fait voler une paire de chaussures.
Aphibarnrat termine la saison avec quatre places dans le top 10, notamment une cinquième place à l'Indonesian Masters, qui lui permettent de terminer dans les cinquante premières places du classement mondial et de se qualifier pour le Masters. Il déclare forfait du dernier tournoi de la saison pour assurer sa qualification. En juin 2018, il devient le premier golfeur thaïlandais à obtenir une carte sur le PGA Tour.

## Palmarès

### Victoires professionnelles
Circuit européen
- 2013 : Open de Malaisie (en)
- 2015 : Shenzhen International, Saltire Energy Paul Lawrie Matchplay (en)
- 2018 : ISPS Handa World Super 6 Perth (en)

### Résultats en tournois majeurs
| Tournoi               | 2013 | 2014 | 2015 | 2016 | 2017 | 2018 |
| --------------------- | ---- | ---- | ---- | ---- | ---- | ---- |
| Masters               |      |      |      | T15  |      | T44  |
| Open américain        |      |      |      | CUT  |      | 15   |
| Open britannique      | CUT  | CUT  | CUT  | CUT  |      | T75  |
| Championnat de la PGA | T25  | For  | T68  | T66  |      | CUT  |